# Formula One 2003
Formula One 2003 est un jeu vidéo de Formule 1 développé par SCE Studio Liverpool et édité par SCEE, sorti en 2003 sur PlayStation 2.